# Elvis Clausen
Elvis Clausen (* 6. Dezember 1987 in Hannover) ist ein deutscher Schauspieler.

## Leben
Elvis Clausen war ab 2011 im Bereich des Kinder- und Jugendtheaters an verschiedenen deutschsprachigen Bühnen, u. a. am Theater Lüneburg (2011; als Teufel Samiel in »Der kleine Freischütz« nach Motiven der Oper Der Freischütz) tätig. Beim Norddeutschen Tourneetheater in Hamburg war er, jeweils in Inszenierungen von Franz Breit, als Kater in dem Märchenstück Der gestiefelte Kater nach Motiven der Brüder Grimm (2011) und als Israel Hands in Die Schatzinsel nach Robert Louis Stevenson (2012) zu sehen.
Von Oktober 2013 bis 2017 studierte er Schauspiel an der Hochschule für Schauspielkunst „Ernst Busch“ in Berlin. 2014 übernahm er am Theater am Kurfürstendamm die Rolle des Driss in einer Bühnenfassung von Ziemlich beste Freunde (Regie: Martin Woelffer). In der Spielzeit 2015/16 trat er an der Berliner Schaubühne an der Seite von Ursula Werner als Andrej in dem Schauspiel Die Mutter von Bertolt Brecht auf.
Clausen arbeitete auch für Film und Fernsehen. 2012 war er in der Sat.1-Serie Auf Herz und Nieren in einer Episodenhauptrolle als junger afrikanischer Koch Lamin zu sehen. Ab Oktober 2013 hatte er eine dreimonatige Serienrolle in der RTL-Serie Unter uns. Er spielte den Afrikaner John Badawi, den Ehemann der Serienfigur Leonie Weidenfels (Sarah Stork), die mit ihm eine Scheinehe führt, um ihm den Aufenthalt in Deutschland zu ermöglichen. In dem Schweizer Kinofilm Schweizer Helden (2013) spielte er, neben Klaus Wildbolz, den jungen Asylanten Akin. In der deutschen Filmkomödie Coming In (2014) von Marco Kreuzpaintner übernahm er die Nebenrolle des Afrikaners Ndugdu.
Episodenrollen hatte er zunächst in den ZDF-Fernsehserien Der Kriminalist (2014, als tatverdächtiger junger, nigerianischer Ehemann einer ermordeten Flugbegleiterin) und in SOKO Stuttgart (2014, als illegaler Kenianer).
In dem Märchenfilm Die Salzprinzessin (2015; Regie: Zoltan Spirandelli) übernahm er die Hauptrolle des charmanten afrikanischen Prinzen Thabo aus dem fernen Königreich Bokanda.
Für seine Darstellung in dem Kinofilm Lucky Loser – Ein Sommer in der Bredouille (2017) erhielt er 2017 eine Nominierung für den „Förderpreis Neues Deutsches Kino“ in der Kategorie „Schauspiel“ beim Filmfest München.
In der 13. Staffel der Fernsehserie Notruf Hafenkante (2019) übernahm Clausen eine der Episodenhauptrollen als tatverdächtiger vorbestrafter Automechaniker Ronnie Elba. In der ARD-Tragikomödie Familie Wöhler auf Mallorca (2019) spielte er an der Seite von Harald Krassnitzer, Michael Gwisdek und Jennifer Ulrich die Nebenrolle des Noah. 
Im Kinofilm Over & Out (2022) spielte er unter der Regie von Julia Becker den Manager der Rocksängerin Toni (Petra Schmidt-Schaller). In der 8. Staffel der Fernsehserie In aller Freundschaft – Die jungen Ärzte (2023) war er in einer Episodenhauptrolle als attraktiver Rettungspilot David Dierksen zu sehen. In der ZDF-Fernsehreihe Mit Herz und Holly (2023) spielte er den Klinikarzt Dr. Gabriel Linné.
Clausen arbeitet auch als Synchronsprecher; er war in den Spielfilmen Django Unchained (Regie: Quentin Tarantino, 2012) als Rodney und Der Medicus (Regie: Philipp Stölzl, 2013) zu hören.
Clausen, der ghanaischer Abstammung ist, lebt in Berlin.

## Filmografie (Auswahl)
- 2011: Jerry & Nic (Kurzfilm)
- 2012: Auf Herz und Nieren (Fernsehserie, Folge: Der Mann, den es nie gab)
- 2013: Unter uns (Fernsehserie, Serienrolle)
- 2014: Marie Brand und das Mädchen im Ring (Fernsehreihe)
- 2014: Schweizer Helden (Kinofilm)
- 2014: Coming In (Kinofilm)
- 2014: Der Kriminalist (Fernsehserie, Folge: Der letzte Flug)
- 2014: SOKO Stuttgart (Fernsehserie, Folge: Valentinstag)
- 2015: Nele in Berlin (Fernsehfilm)
- 2015: Die Salzprinzessin (Fernsehfilm)
- 2016: Tatort: Zorn Gottes (Fernsehreihe)
- 2017: SOKO München (Fernsehserie, Folge: Altweibersommer)
- 2017: Lucky Loser – Ein Sommer in der Bredouille (Kinofilm)
- 2018: All Eyes on You (Kinofilm)
- 2019: Die Spezialisten – Im Namen der Opfer (Fernsehserie, Folge: Fahnenflucht)
- 2019: Notruf Hafenkante (Fernsehserie, Folge: Sechs Richtige)
- 2019: Meine Nachbarn mit dem dicken Hund (Fernsehfilm)
- 2019: Familie Wöhler auf Mallorca (Fernsehfilm)
- 2022: Der Usedom-Krimi: Gute Nachrichten (Fernsehreihe)
- 2022: Over & Out (Kinofilm)
- 2023: In aller Freundschaft – Die jungen Ärzte (Fernsehserie, Folge: Heiß und kalt)
- 2023: Mit Herz und Holly: Diagnose Neustart (Fernsehserie)
- 2023: Mit Herz und Holly: Muttergefühle
- 2024: Wenn Papa auf der Matte steht (Fernsehfilm)
- 2024: SOKO Stuttgart (Fernsehserie, Folge: Poledance)
- 2024: Mit Herz und Holly: Lichtblicke
- 2024: Mit Herz und Holly: Kleine Wunder